# Čepobití

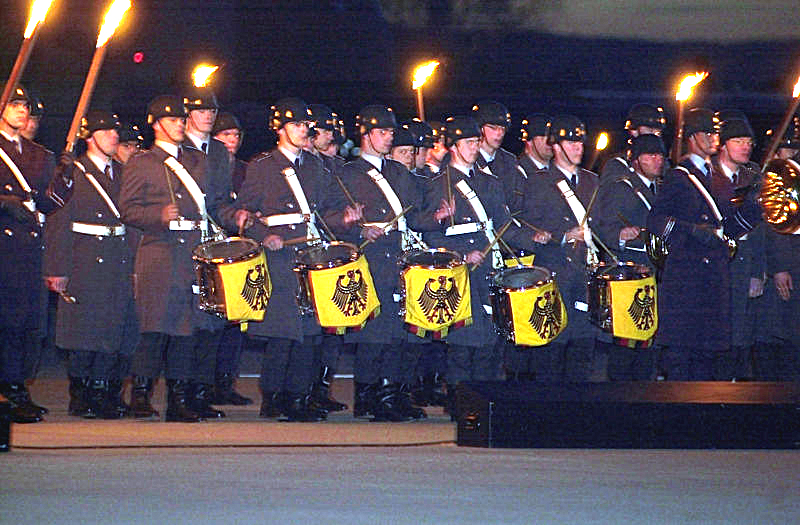
Velké čepobití (Grosser Zapfenstreich) u příležitosti 50. výročí zřízení americké letecké základny Ramstein v Německu

Čepobití (též čeporaz) je vojenský termín pro signál oznamující konec denních aktivit a vyzývající k nočnímu klidu nebo k večernímu nástupu, používaný zejména v armádě nebo ve skautingu. Signál je obvykle hraný na trubku nebo lovecký roh. Po signálu by již vojáci neměli opouštět své ubikace.
V německém prostředí se užívá analogického výrazu Zapfenstreich (Zapfen – čep, špunt; Streich – úder, bití) a znamená „zarazit špunt“ (do pivního sudu, jako znamení konce prodeje). V angličtině se používá termín tattoo (zkomolení zvukomalebného vyjádření zvuku bubnů „tap-too“), ve francouzštině retraile.
Výraz může znamenat také večerní a noční slavnostní pochod vojenských či skautských oddílů apod., kdy v útvaru, často za doprovodu orchestru (a někdy také s hořícími pochodněmi), procházejí ulicemi setmělého města.